# Асен Личев
Асен Петров Личев е български хидрогеолог. Министър на околната среда и водите на България от 12 май 2021 г. до 13 декември 2021 година.

## Биография
Роден е на 6 февруари през 1952 г. в София. Магистър е по хидрогеология и инженерна геология. Работил в Министерство на околната среда и водите. Директор е на дирекциите по водите. Експерт е по управление на водите на национално ниво. През 1997 г. участва активно в организацията и провеждането на институционалната реформа във водния сектор, завършила със закриването на НСВ и КГМР и със създаването на Министерството на околната среда и водите. Ръководи разработването на концепция за [[Национална стратегия за управление и развитие на водния сектор в Република България до 2015 г., приета от Министерския съвет през 2004 г. Ръководи и разработването на Закон за управление на водите. От 12 май 2021 г. от 13 декември 2021 г. е министър на околната среда и водите в служебното правителство на Стефан Янев.
Асен Личев, по време на двата си мандата като министър на околната среда и водите, предприе няколко ключови стъпки за подобряване на състоянието на околната среда в България: 
- Въвеждане на мораториум върху концесиите за добив: Едно от първите действия на Личев беше да наложи мораториум върху всички нови концесии за добив на полезни изкопаеми, което имаше за цел да защити околната среда и да даде приоритет на устойчивото развитие.
- Застъпничество за реформа във ВиК сектора: Личев работи усилено за реформиране на ВиК сектора в България, като се фокусира върху подобряването на ефективността, качеството на услугата и финансовата устойчивост. Той също така настоява за инвестиции в инфраструктура за намаляване загубите на вода във водопроводните мрежи и подобряване на качеството на питейната вода.
- Засилване на контрола върху управлението на отпадъците: Личев се фокусира върху подобряването на управлението на отпадъците в страната, включително затягане на правилата за внос и обработка на отпадъци и укрепване на капацитета на регионалните инспекции по околна среда за наблюдение на дейностите по управление на отпадъците.
- Защита на защитените територии: Той инициира процедури за обявяване на нови защитени територии и актуализиране на плановете за управление на съществуващи такива, за да се осигури дългосрочна защита на биоразнообразието в страната.
- Подобряване на качеството на въздуха: Личев работи за прилагане на по-строги стандарти за качество на въздуха и насърчаване на общинските власти да разработват планове за подобряване на качеството на въздуха в своите райони.